# Wallenstein (Schiller)
 (mai 2020).
Si vous disposez d'ouvrages ou d'articles de référence ou si vous connaissez des sites web de qualité traitant du thème abordé ici, merci de compléter l'article en donnant les références utiles à sa vérifiabilité et en les liant à la section « Notes et références ».
Pour les articles homonymes, voir Albrecht von Wallenstein et Wallenstein (d'Indy).
Wallenstein est une trilogie de théâtre de Friedrich von Schiller achevée en 1799. Les trois parties sont Le Camp de Wallenstein, Les Piccolomini et La Mort de Wallenstein.
La trilogie met en scène le généralissime Albrecht von Wallenstein, duc de Friedland, chef de l'armée de Ferdinand II. Il choisit de nouer une alliance secrète avec les Suédois, complotant ainsi contre l'Empereur. Démasqué par certains officiers dont Ottavio Piccolomini, la situation s'équilibre entre pro et anti Wallenstein.
L'histoire met également en scène Max Piccolomini, fils d'Octavio Piccolomini, promis à Thékla, la fille de Wallenstein. Max Piccolomini est tiraillé entre sa confiance envers son père et son amour pour Thékla.

## Résumé

### Le Camp de Wallenstein
Sorte d'introduction aux deux autres parties et beaucoup plus court qu'elle, Le Camp de Wallenstein met en scène, devant la tente d'une vivandière, différents soldats de l'armée de Wallenstein. Malgré la variété de leur origine et des régiments auxquels ils appartiennent, ils sont tous d'accord pour faire l'éloge de Wallenstein. Quand ils apprennent que l'empereur prévoit d'affecter une partie de l'armée aux Espagnols, ils sont furieux et ne cachent pas leurs réserves vis-à-vis de Ferdinand II ; ils en appellent à Max Piccolomini pour convaincre Wallenstein de ne pas obéir à l'empereur.
Cette introduction est l'occasion pour Schiller de présenter le contexte : la guerre de Trente Ans et les rivalités qui émergent dans le camp autrichien. Le portrait des mercenaires est féroce : ils louent la guerre, malgré les maux qu'elle apporte aux civils. Trois personnages montent les souffrances provoquées par la guerre : un  paysan et son fils, qui ont tout perdu dans les déprédations des soldats et qui meurent de faim, ainsi qu'un capucin qui reproche aux soldats d'être très éloignés de la religion.

### Les Piccolomini
Par contraste avec Le Camp de Wallenstein, ce drame en cinq actes fait agir les Wallenstein et les officiers supérieurs de son entourage réunis à Pilsen. Alors que les officiers s'exhortent mutuellement à continuer à soutenir Wallenstein, l'envoyé de l'empereur, Questenberg, arrive à Pilsen : quand il annonce que l'armée de Wallenstein doit réduire son train de vie, le ton monte vite entre eux. Mais Octavio Piccolomini tente de calmer le jeu ; resté seul avec Questenberg, il lui présente sa stratégie de double jeu : agir pour l'empereur tout en gardant la confiance de Wallenstein. Arrive alors Max Piccolomini, son fils, à qui il cache ses intentions ; Max a accompagné jusqu'à Pilsen la femme de Wallenstein, la duchesse de Friedland, et leur fille Thekla.
Dans le deuxième acte, Wallenstein retrouve sa femme, qui lui fait part de l'accueil glacial qu'elle a reçu à la Cour de Vienne, ainsi que sa fille. Il s'entretient ensuite avec le comte von Terzky, son beau-frère, et le spectateur découvre que Wallenstein mène depuis longtemps de longues et infructueuses négociations avec la Suède, ennemie de l'Autriche, pour mettre fin à la guerre. Un officier confirme à Wallenstein le soutien des soldats et l'atmosphère anti-impériale qui règne dans le camp. Il rencontre ensuite Questenberg, qui lui fait part des exigences de l'empereur : libérer Ratisbonne et se séparer d'une partie de ses troupes au profit des Espagnols. Wallenstein soupçonne l'empereur de vouloir le renvoyer ; il montre clairement à Questenberg qu'il s'apprête à désobéir, mais ne communique pas encore publiquement sa décision.
Terzky et Illo ouvrent le troisième acte : ils complotent pour, le soir-même, lors d'un dîner donné par le premier, présenter à tous les généraux un serment à signer qui les engage à obéir à Wallenstein, dans la limite de leurs devoirs envers l'empereur ; mais au dernier moment et à la faveur de l'ivresse, ils y substitueront le même serment sans la clause limitative concernant l'empereur. Ils espèrent ainsi les obliger à se soumettre entièrement à Wallenstein quelles qu'en soient les conséquences. La comtesse Terzky permet ensuite à Max Piccolomini et à Thekla de se rencontrer et ils s'avouent leur amour.
Le banquet donné par Terzky occupe le quatrième acte. Isolani fait lire à Max la première version du serment. Alors que les serviteurs déplorent la perte de l'indépendance de la Bohême, le banquet touche à sa fin et les convives sont ivres. Tous les généraux ont signé, sans y avoir pris garde, la seconde version du serment, qui les lie à Wallenstein plus qu'à l'empereur. Seul Max n'a pas encore signé et, troublé après sa rencontre avec Thekla, remet sa signature à demain, quand il aura l'esprit clair. Illo, parfaitement ivre, manque, par son insistance, d'attirer l'attention de Max sur la clause manquante et de compromettre la conjuration.
Dans le cinquième acte, Octavio Piccolomini décide d'avouer à son fils qu'il va trahir Wallenstein pour rester fidèle à l'empereur, puisque le généralissime veut s'allier aux Suédois. Mais Max ne le croit pas. Quand la nouvelle arrive que l'envoyé de Wallenstein auprès des Suédois a été arrêté, portant sur lui des lettres compromettantes signées Terzky, Max quitte son père. Il souhaite se rendre chez Wallenstein et en avoir le cœur net sur ses intentions : il avisera ensuite de savoir quel parti prendre et s'il doit dénoncer la trahison de son père.

### La Mort de Wallenstein
Cette « tragédie en cinq actes » s'ouvre par les heureuses prédiction de l'astrologue Seni concernant cette journée. Pourtant, Wallenstein apprend vite que son messager auprès des Suédois a été arrêté et que l'empereur sait ou saura bientôt tout de sa trahison. Recueillant des avis contraires d'Illo, de Terzky et de la femme de celui-ci sur l'attitude à adopter, Wallenstein s'entretient avec Wrangel, l'émissaire suédois, et décide de passer officiellement dans le camp suédois.
Au cours du deuxième acte, Wallenstein rencontre d'abord Octavio Piccolomini, qui continue à l'espionner, puis Max, qui n'arrive pas à croire que le généralissime s'apprête vraiment à trahir l'empereur. Malgré les soupçons d'Illo et de Terzky, Wallenstein s'obstine à faire confiance à Octavio. L'acte se poursuit dans l'appartement des Piccolomini : Octavio convainc Isolani puis Buttler de prendre le parti de l'empereur.
Avec ses vingt-trois scènes, le troisième acte est plein de mouvement. Thekla et sa mère apprennent la décision de Wallenstein de trahir l'empereur. Ensuite, les mauvaises nouvelles s'enchaînent : Octavio a trompé Wallenstein et a quitté Pilsen avec le gros des troupes ; Prague, promise aux Suédois, est perdue ; des cuirassiers préfèrent  le parti de l'empereur et abandonnent le généralissime. Max entre ensuite en scène, mais ne sait pas quel parti choisir. Thekla lui conseille finalement de choisir l'empereur. Il quitte Pilsen haï de Wallenstein. Ce dernier décide alors de se replier sur Eger.
Au quatrième acte, l'action se transporte dans la maison du maire d'Eger, où Buttler a suivi Wallenstein ; il s'entretient avec Gordon, le commandant de la ville, et le convainc de la nécessité de tuer le généralissime le soir-même, car les Suédois sont aux portes de la ville. On apprend que Max est mort en voulant les stopper : Thekla s'évanouit, mais se réveille pour demander le récit de sa mort. Elle décide de quitter Eger et de se rendre sur sa tombe dans un couvent près du champ de bataille.
Le cinquième acte voit Buttler convaincre deux capitaines, Deveroux et Macdonald, de l'assister dans l'assassinat de Wallenstein. Ce dernier reste confiant en sa victoire, malgré plusieurs signes de mauvais augure : un mauvais rêve de la comtesse Terzky, une chaîne en or offerte par l'empereur qui se casse, un danger très proche vu par l'astrologue Seni. Plus tard, alors qu'on entend des trompettes, probablement suédoises, aux portes de la ville, Buttler retrouve Gordon après avoir tué Illo et Terzky. Il se rend avec Macdonald et Deveroux dans la chambre de Wallenstein. Alors que la comtesse Terzky erre encore dans la maison, Gordon annonce que les trompettes entendues jusque-là venaient de l'armée impériale. Seni annonce la mort de Wallenstein. Entre enfin Octavio qui reproche l'assassinat à Buttler et déplore avec la comtesse le tourbillon de sang qui a touché tant de familles.